# スカイガレオンシリーズ
スカイガレオンシリーズは株式会社ジー・モードによるモバイル機器向けゲームシリーズおよびその派生ゲーム。天空のスカイガレオンおよび蒼穹のスカイガレオンは開発・運営ともにジー・モードが実施し、蒼天のスカイガレオンはリリース当初、株式会社ビーグリーが運営を行っていたが途中より運営移管が実施され、株式会社UtoPlanetにて運営が行われている。
シリーズを通して大空を翔ける戦艦（スカイガレオン）を持つ4つの国家を物語の核に据え、神話に登場する神々や幻獣などをモチーフとしたカードを3×3のフィールドに配置してユーザー同士のバトルを繰り広げるカードゲームをコンセプトとしている。

## シリーズ作品

### 天空のスカイガレオン
2010年9月9日よりmobage・GREE・mixi等をプラットフォームとして配信され、2014年7月4日までサービス提供が行われた。3×3のフィールドにどのようにカードを配置するかで能力が変化するという独自のバトルシステムを採用。累計登録ユーザ数は80万を超えた。
スカイトーナメントといったリアルイベントと連動した全国大会も実施された。
2013年02月22日にはSILVER BLITZよりスカイガレオンTCGとしてトレーディングカードゲームが発売されている。

### 蒼穹のスカイガレオン
2013年3月14日より基本無料・アイテム課金制のスマートフォン用ゲームアプリとして配信され、2016年6月29日までサービス提供が行われた。物語としては「天空のスカイガレオン」の300年前という設定になっており、基本的には天空のスカイガレオンのゲームシステムを踏襲しつつ、多数のイラストレーターによる1300枚以上のカードが提供された。また、カードごとにボイスも充てられるようになった。
サービス終了後はすべてのカード・音楽・カードボイスを閲覧可能なオフラインアプリ『蒼穹のスカイガレオン　カードアルバム』が提供されている。

### 蒼天のスカイガレオン
2019年8月1日よりビーグリーより基本無料・アイテム課金制のスマートフォン用ゲームアプリとしてサービスを開始した後、2019年9月26日よりUtoPlanetへ運営サービスが移管された。ゲームシステムや世界観は前作を踏襲しつつ、前作までに登場したカードに加え、新規カードが順次提供されている。
2020年4月24日には英語・韓国語・日本語に対応したグローバル版の提供が開始された。
2023年5月31日をもってサービスを終了した。